# نظام الرينين-أنجيوتنسين

مخطط يوضح مكونات نظام الرينين أنجيوتنسين ألدوستيرون (اضغط على المخطط لتكبيره)

نظام الرينين-أنجيوتنسين (بالإنجليزية: renin–angiotensin system)‏ يعرف اختصاراً بـ (RAS) ويسمى أيضاً نظام الرينين-أنجيوتنسين-ألدوستيرون (بالإنجليزية:  renin–angiotensin–aldosterone system)‏ ويعرف اختصاراً (RAAS) هو نظام هرموني ينظم توازن كل من ضغط الدم والماء (أي السائل خارج الخلوي). فعندما يكون حجم الدم منخفض، تتنبه الخلايا المجاورة للكبيبات الموجودة في الكلية، فتفرز أنزيم يسمى الرينين مباشرة إلى الدوران (الدم).
يقوم الرينين الموجود في بلازما الدم بتحويل مولد الأنجيوتنسين المفرز من الكبد إلى أنجيوتنسين I. بعد ذلك يتحول أنجيوتنسين I إلى أنجيوتنسين II بواسطة أنزيم يسمى الإنزيم المحول للأنجيوتنسين الذي يوجد في الرئة (وتحديداً الغشاء البطاني للرئة (بالإنجليزية: Pulmonary Endothelium)‏). يعتبر الأنجيوتنسين II من أقوى المقبضات الوعائية.

## تأثيرات الأنجيوتنسين II
يمكن تلخيص تأثيرات الأنجيوتنسين II كالتالي:
- ذو تأثير قوي جداً على الأوعية الدموية، حيث يؤدي إلى تضيقها، وإن تضيق الأوعية الدموية يؤدي إلى زيادة ضغط الدم.
- يحرض قشر الكظر من أجل إفراز هرمون يدعى الألدستيرون، الذي ينظم تركيز أيونات الصوديوم والبوتاسيوم في الدم حيث يقوم الألديستيرون بحجز الصوديوم (الملح) داخل الجسم. يؤثر الألدستيرون في النبيبات (بالإنجليزية: tubules)‏ الكلوية، حيث تقوم النبيبات الكلوية بإعادة امتصاص الصوديوم والماء وإعادتهما إلى الدم. يؤدي ذلك إلى زيادة حجم السائل في الجسم، وأيضاً زيادة ضغط الدم.
- يؤثر تأثيراً مباشراً على الجهاز العصبي المركزي، فيزيد من الشعور بالعطش، ويزيد إفراز الهرمون المضاد لإدرار البول (ADH) المختص بحجز الماء في الجسم.
- كذلك يزيد من نشاط الجهاز العصبي الودي.

إذا زاد تفعيل نظام الرينين أنجيوتنسين، فذلك سيؤدي إلى ارتفاع في ضغط الدم بشكل دائم، وهذا قد يكون خطيراً. هنالك أدوية توقف عمل هذا النظام في مراحله المختلفة مما يؤدي إلى انخفاض ضغط الدم. هذه الأدوية تستخدم للتحكم بـ فرط ضغط الدم وقصور القلب والقصور الكلوي والآثار الضارة لمرض السكري.

## التفعيل
يتفعل نظام الرينين-أنجيوتنسين عند فقد في حجم الدم أو عند انخفاض في ضغط الدم (كالنزف مثلاً)، إن انخفاص الضغط هذا يؤدي إلى تنبيه مستقبلات الضغط الموجودة في الجيب السباتي الموجود في الشريان السباتي الأصلي (المشترك).
يتفعل أيضاً عن تضيق الشريان الكلوي.
أيضاً يتفعل هذا النظام عند انخفاض تركيز كل من الكلور والصوديوم في الرشاحة الكلوية، سيحرض البقعة الكثيفة (وهي جزء من الجهاز المجاور للكبيبات) والتي بدورها ترسل إشاراة إلى الخلايا المجاورة للكبيبات (وهي أيضاً جزء من الجهاز المجاور للكبيبات) لإفراز الرينين.